# 何と言う
『何と言う』（なんという）は、2004年8月25日に発売された奥田民生の18枚目のシングル。

## 解説
- 前作「スカイウォーカー」からわずか2ヵ月後に発売された。
- 前2作同様、CCCD対策としてDVD Music盤も発売された。フォーマット別にジャケットにはそれぞれ「cccd」、「analogue」、「dvd」の文字が記載されている。
- 2004年10月をもってレコード会社がCCCDを撤廃したため、奥田の作品でCCCD盤が発売されたのは本作が最後となった。CCCD廃止に伴いCD-DA盤に差し替えられた際にはジャケットの「cccd」という文字は「cd」に変更された。

## 収録曲
1. 何と言う (4:01)
　（作詞・作曲・編曲：奥田民生、チャーリー・ドレイトン）
KDDI「PLAY MUSIC! PLAY au!」キャンペーンCMソング。
2. 人ばっか（OT10メドレー・LIVEヴァージョン） (6:33)
ライブツアー「OT10」にて披露されていた10周年記念メドレーのライブ音源。

## 収録アルバム
- LION (#1)
- 記念ライダー1号〜奥田民生シングルコレクション〜 (#1)
- BETTER SONGS OF THE YEARS (#2)